# 레미 히

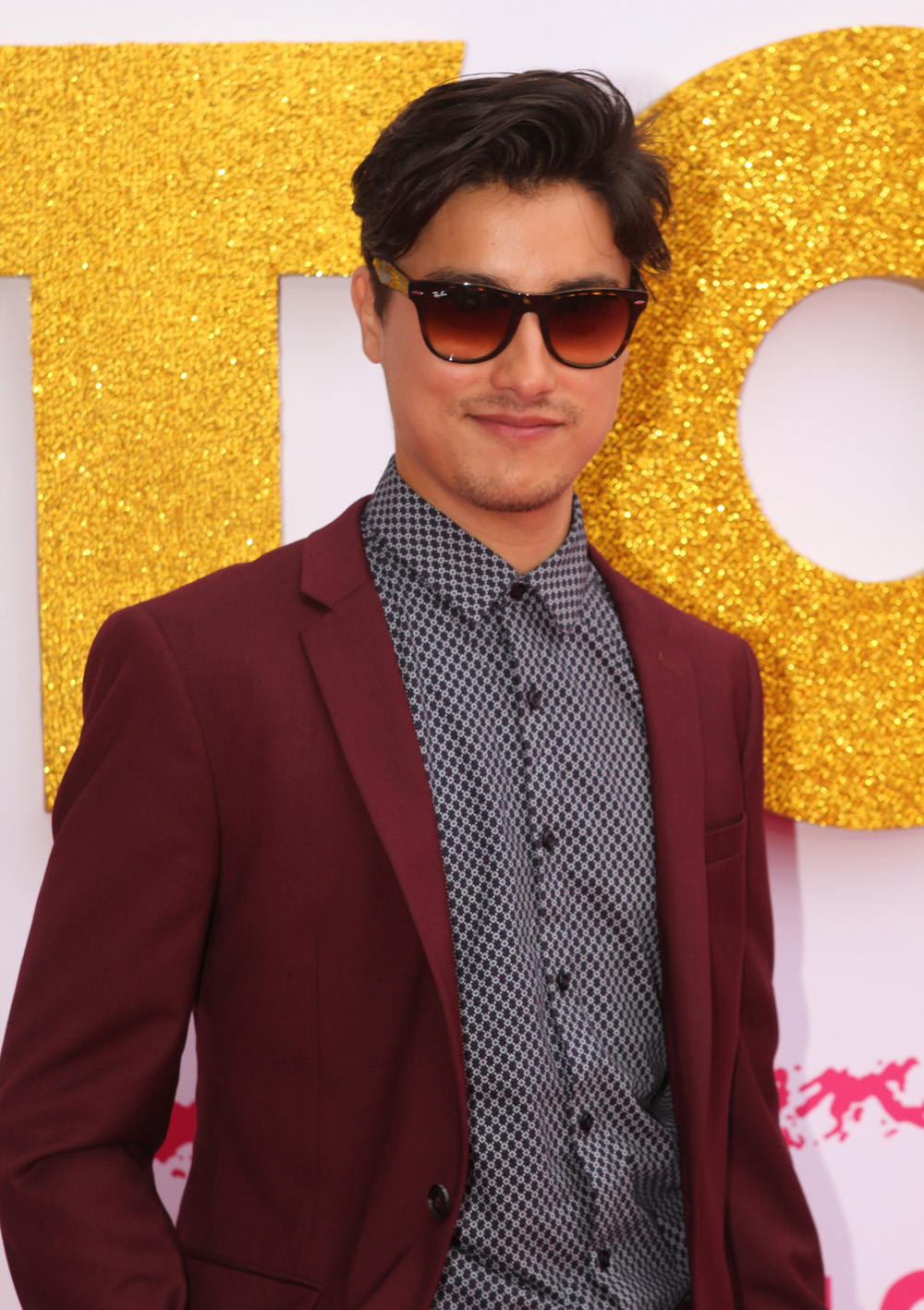

레미 히(Remy Hii, 1986년 ~ )는 말레이시아의 배우이다.
퀸즐랜드주에서 태어났다. 

트위터 링크 : https://twitter.com/RemyHii

## 방송
- 마르코 폴로 시즌2
- 마르코 폴로
- 아쿠아 엔젤스 시즌3

## 영화
- 스파이더맨: 파 프롬 홈 (2019년) - 브래드 데이비스 역
- 크레이지 리치 아시안 (2018년) - 알리스테어 역
- 2시 22분 (2017년)
- 마르코 폴로 시즌2 (2016년)
- 마르코 폴로 시즌1 (2014년) - 진금 역
- 키스 (2011년) - 톰 역